# Storsund, Piteå kommun
Storsund är en småort i Piteå socken i Piteå kommun, Norrbottens län. Orten är ett stationssamhälle vid Stambanan genom övre Norrland, mellan Jörn och Älvsbyn. Vid 2015 års småortsavgränsning visade sig att folkmängden i orten sjunkit till under 50 personer och småorten upplöstes, men 2023 hade befolkningen ökat och orten var åter klassad som småort Under 2017 lade Skanova ned det kopparbaserade telenätet på orten.

## Befolkningsutveckling
| Befolkningsutvecklingen i Storsund 1960–2010                            | Befolkningsutvecklingen i Storsund 1960–2010 | Befolkningsutvecklingen i Storsund 1960–2010 | Befolkningsutvecklingen i Storsund 1960–2010 | Befolkningsutvecklingen i Storsund 1960–2010 |
| ----------------------------------------------------------------------- | -------------------------------------------- | -------------------------------------------- | -------------------------------------------- | -------------------------------------------- |
|                                                                         |                                              |                                              |                                              |                                              |
| År                                                                      |                                              |                                              | Folkmängd                                    | Areal (ha)                                   |
| 1960                                                                    | 1960                                         |                                              | 228                                          | 44                                           |
| 1965                                                                    | 1965                                         |                                              | 222                                          | 44                                           |
| 1990                                                                    | 1990                                         |                                              | 98                                           | 23#                                          |
| 1995                                                                    | 1995                                         |                                              | 76                                           | 26#                                          |
| 2000                                                                    | 2000                                         |                                              | 84                                           | 25#                                          |
| 2005                                                                    | 2005                                         |                                              | 74                                           | 25#                                          |
| 2010                                                                    | 2010                                         |                                              | 63                                           | 31#                                          |
| Anm.: Upphörde som tätort 1970. Upphörde som småort 2015. # Som småort. |                                              |                                              |                                              |                                              |